# UEFA Women’s Champions League
Die UEFA Women’s Champions League, bis zur Saison 2008/09 UEFA Women’s Cup, ist ein seit 2001/02 ausgetragener Wettbewerb für europäische Fußball-Vereinsmannschaften der Frauen. Er wird von der UEFA organisiert und war bis zur Saison 2025/26 der einzige Europapokal-Wettbewerb im Frauenfußball.
Aktueller Titelträger der Women’s Champions League ist der FC Arsenal. Aus Deutschland konnten der 1. FFC Frankfurt viermal, der 1. FFC Turbine Potsdam und der VfL Wolfsburg jeweils zweimal und der FCR 2001 Duisburg einmal den Wettbewerb gewinnen.

## Geschichte
| Saison  | Sieger des UEFA Women’s Cup              |
| ------- | ---------------------------------------- |
| 2001/02 | 1. FFC Frankfurt                         |
| 2002/03 | Umeå IK                                  |
| 2003/04 | Umeå IK (2)                              |
| 2004/05 | 1. FFC Turbine Potsdam                   |
| 2005/06 | 1. FFC Frankfurt (2)                     |
| 2006/07 | FC Arsenal                               |
| 2007/08 | 1. FFC Frankfurt (3)                     |
| 2008/09 | FCR 2001 Duisburg                        |
| Saison  | Sieger der UEFA Women’s Champions League |
| 2009/10 | 1. FFC Turbine Potsdam (2)               |
| 2010/11 | Olympique Lyon                           |
| 2011/12 | Olympique Lyon (2)                       |
| 2012/13 | VfL Wolfsburg                            |
| 2013/14 | VfL Wolfsburg (2)                        |
| 2014/15 | 1. FFC Frankfurt (4)                     |
| 2015/16 | Olympique Lyon (3)                       |
| 2016/17 | Olympique Lyon (4)                       |
| 2017/18 | Olympique Lyon (5)                       |
| 2018/19 | Olympique Lyon (6)                       |
| 2019/20 | Olympique Lyon (7)                       |
| 2020/21 | FC Barcelona                             |
| 2021/22 | Olympique Lyon (8)                       |
| 2022/23 | FC Barcelona (2)                         |
| 2023/24 | FC Barcelona (3)                         |
| 2024/25 | FC Arsenal (2)                           |
| 2025/26 |                                          |

Logo des UEFA Women’s Cup

Der UEFA Women’s Cup wurde im Jahr 2001 als Antwort auf die neue US-amerikanische Profiliga WUSA eingeführt. 33 Mannschaften nahmen am Premierenwettbewerb teil. Schnell wurden die teilweise krassen Leistungsunterschiede deutlich und zweistellige Siege waren keine Seltenheit. Wie erwartet setzten sich die Mannschaften aus den traditionell starken Frauenfußballnationen (Dänemark, Deutschland, England, Frankreich, Norwegen, Russland, Schweden) durch.
2004 wurde der Modus geändert. Aufgrund der großen Leistungsunterschiede und des wachsenden Teilnehmerfelds wurde eine zweite Gruppenphase eingeführt. Die Mannschaften der stärkeren Nationen griffen jetzt erst in der zweiten Runde in den Wettbewerb ein.
Seit der Saison 2009/10 wird der Wettbewerb unter dem Namen UEFA Women’s Champions League ausgetragen. Neben den Landesmeistern können die acht stärksten Verbände auch ihren jeweiligen Vizemeister melden. Da der Vorjahressieger sich auch weiterhin automatisch für den nächsten Wettbewerb qualifiziert, können damit bis zu drei Teilnehmer aus einem Land kommen – zum Beispiel 2009/10 drei deutsche Vereine, da der FCR Duisburg in der vorhergehenden Saison den Titel für sich entschieden hatte. Ferner besteht das Finale seit der Spielzeit 2009/10 nur noch aus einem Spiel.

## Teilnehmende Mannschaften
Die UEFA Women’s Champions League wird jährlich ausgetragen. In der Regel beginnt der Wettbewerb im August mit der Qualifikation und endet im April oder Mai mit den Endspielen. Jeder Mitgliedsverband der UEFA darf seinen nationalen Meister für den Wettbewerb melden. Außerdem ist der Titelverteidiger der Vorsaison, unabhängig von seinem Abschneiden in der nationalen Liga, automatisch qualifiziert. Bis zur Saison 2010/11 konnten die Zweitplatzierten der acht besten Nationen im 5-Jahres-Ranking der UEFA sich über die Qualifikation ebenfalls einen Startplatz in der Hauptrunde (Sechzehntelfinale) sichern. Seit der Saison 2011/12 sind der nationale Meister und der Vizemeister der acht besten Nationen im 5-Jahres-Ranking für die Hauptrunde (Sechzehntelfinale) qualifiziert. In Ländern, in denen es keine landesweite Meisterschaft gibt, nimmt der jeweilige Pokalsieger teil. Ein Beispiel hierfür war Irland, das seinen Pokalsieger für den Wettbewerb meldete, bis die nationale Liga 2011 startete.
Sollte der Titelverteidiger der Champions League sich nicht national qualifizieren, erhält der Verband des Titelverteidigers einen zusätzlichen Platz für ihn. Qualifiziert er sich, wird kein weiterer Teilnehmer gemeldet.

## Spielmodus

### UEFA Women’s Cup
Zu Zeiten des UEFA Women’s Cup spielte aus jeder Teilnehmernation nur eine Mannschaft mit. Es gab je zwei Qualifikationsrunden, die als Mini-Turniere ausgespielt wurden: Innerhalb einer Woche spielten die vier Teams ein Rundenturnier. In den ersten drei Saisons wurde die erste Runde so gespielt, dass in der zweiten Runde acht Gruppen überblieben, danach bis 2008/09 so, dass in der zweiten Runde nur noch in vier Gruppen gespielt wurden. Es qualifizierten sich zuerst nur die Gruppenersten, später auch die Gruppenzweiten für das Viertelfinale. Danach wurden die verbleibenden Runden, mitsamt dem Finale, mit Hin- und Rückspiel ausgetragen.

### Champions League ab 2009/10
Um den Wettbewerb attraktiver zu machen, erfolgte 2009/10 ein Rebranding zur Champions League. Es erfolgte eine Vergrößerung, so dass die besten acht Nationen der Fünfjahreswertung einen zweiten Startplatz erhielten. Die Vizemeister starteten die ersten drei Saisons in der Qualifikation, danach aber direkt in den K.o.-Runden, da sie in der Qualifikation kaum Probleme hatten.
Es gab nun nur noch eine Qualifikationsrunde, die wieder in Mini-Turnieren ausgespielt wurde. In ca. 8–10 Gruppen kamen die Gruppensieger, und je nach Anzahl der Meldungen, auch die besten Gruppenzweiten weiter. Die K.o.-Phase, in der die Meister der Top-Nationen direkt starteten, wurde mit 32 Teams gespielt. Außerdem wurde das Finale jetzt nur noch in einer Partie an einem neutralen Ort ausgespielt.
Ab 2016/17 erhielten auch die Nationen auf Platz 9 bis 12 der Fünfjahreswertung einen zweiten Startplatz.
Der Wettbewerb besteht derzeit aus einer Gruppenphase und der Finalrunde. Obwohl grundsätzlich die nationalen Meister aller 55 UEFA-Mitgliedsverbände startberechtigt sind, waren Andorra, Gibraltar, Liechtenstein und San Marino noch nie vertreten. Durch die schwankende Teilnahme variiert die Anzahl der teilnehmenden Mannschaften von Jahr zu Jahr.
Qualifikation/Gruppenphase
In der Gruppenphase spielen die Vereine aus den 32 leistungsschwächeren Verbänden der UEFA in acht Gruppen zu vier Teams die Teilnehmer an der Finalrunde aus, für welche der Titelverteidiger, die Meister der leistungsstärkeren Verbände und die Vizemeister der acht stärksten Verbände nach der UEFA-Fünfjahreswertung der Frauen gesetzt sind.
Je eine Mannschaft innerhalb der Gruppe fungiert als Ausrichter des Miniturniers. Bei der Anmeldung für den Wettbewerb können die Vereine ihr Interesse an der Ausrichtung erklären. Sollten sich mehr Vereine um die Ausrichtung eines Miniturniers bewerben als es Turniere gibt, entscheidet die UEFA über die Ausrichter. Sollten sich jedoch weniger Vereine um die Ausrichtung bewerben, werden die restlichen Ausrichter von der UEFA per Los bestimmt. Während der Miniturniere spielt jede Mannschaft je einmal gegen jede andere. Die Gruppensieger und die beiden punktbesten Gruppenzweiten der acht Gruppen qualifizieren sich für das Sechzehntelfinale.
Sofern zwei Mannschaften am letzten Spieltag aufeinandertreffen, die die gleiche Punktzahl, das gleiche Torverhältnis und die gleiche Anzahl an erzielten Toren aufweisen und das Spiel der beiden Mannschaften mit einem Unentschieden endet, erfolgt unmittelbar nach dem Abpfiff ein Elfmeterschießen.
Finalrunde
Die Finalrunde besteht aus dem Sechzehntelfinale, dem Achtelfinale, dem Viertelfinale, dem Halbfinale und dem Finale. Alle Runden bis auf das Finale werden im K.-o.-System mit Hin- und Rückspiel ausgetragen. Stand es nach Hin- und Rückspiel unentschieden, gewinnt die Mannschaft, die in dieser Paarung mehr Auswärtstore erzielt hatte. Herrscht auch danach noch Gleichstand, wird das Rückspiel um zweimal 15 Minuten verlängert. In letzter Instanz entscheidet das Elfmeterschießen. Bisher kam es allerdings erst zweimal vor, dass die Auswärtstorregel angewendet werden musste. Ein Elfmeterschießen kam bisher nur einmal vor. Das Finale wird in einem Spiel an einem neutralen Ort entschieden – seit 2010 einige Tage vor dem Endspiel der Champions League der Männer, bis 2019 auch in derselben Stadt wie das Finale der Männer. Steht es hier nach 90 Minuten unentschieden, gibt es ebenfalls Verlängerung und gegebenenfalls Elfmeterschießen.

### Einführung einer Gruppenphase ab 2021/22
| Verband       | Nationale Liga | Nationale Liga | Nationale Liga | Titelvert. CL | Titelv. EC |
| Verband       | 1.             | 2.             | 3.             | Titelvert. CL | Titelv. EC |
| ------------- | -------------- | -------------- | -------------- | ------------- | ---------- |
| Verband 1     | G              | G              | R2             | G             | R3         |
| Verband 2     | G              | G              | R2             |               |            |
| Verband 3     | G              | R2             | R2             |               |            |
| Verband 4     | G              | R2             | R1             |               |            |
| Verband 5     | G              | R2             | R1             |               |            |
| Verband 6     | G              | R1             | R1             |               |            |
| Verband 7     | R2             | R1             | R1             |               |            |
| Verband 8–13  | R2             | R1             | R1             |               |            |
| Verband 14–17 | R2             | R1             |                |               |            |
| Verband 18–24 | R2             | R1             |                |               |            |
| Verband 25–28 | R2             |                |                |               |            |
| Verband 29–55 | R1             |                |                |               |            |

| G  | Gruppenphase Champions League           |
| R3 | 3. Qualifikationsrunde Champions League |
| R2 | 2. Qualifikationsrunde Champions League |
| R1 | 1. Qualifikationsrunde Champions League |
| R1 | 1. Runde Europa Cup                     |

Immer wieder bemängelten jedoch Teams wie Medien das Fehlen einer richtigen Gruppenphase (6 Spiele mit Hin- und Rückspiel), um mehr Spiele zwischen Mannschaften mit ähnlicher Spielstärke austragen zu können. Die ersten K.o.-Runden im bis dahin gespielten Modus wurden zumeist einseitig zugunsten der Top-Teams entschieden.
Die UEFA reagierte auf die Kritik und spielt seit 2021/22 die Champions-League in einem neuen Modus mit erneut mehr Mannschaften. Basierend auf der Fünfjahreswertung erhalten die Ligen auf Platz 1–6 nun einen dritten Startplatz, jene auf Platz 7 bis 16 zwei Startplätze.
Es wird eine echte Gruppenphase mit 16 Mannschaften in vier Gruppen gespielt. Aus jeder Gruppe qualifizieren sich die besten zwei Mannschaften für das Viertelfinale. In der Gruppenphase haben der Titelverteidiger und die Meister der drei höchstbewerteten Ligen einen festen Startplatz.
Alle übrigen Teams müssen sich je nach Platzierung in einer oder zwei Qualifikationsrunden für die Gruppenphase qualifizieren. Diese werden getrennt in einem Meister- und einem Liga-Weg ausgespielt. Die Qualifikationsrunde 1 besteht erneut aus Mini-Turnieren mit je vier Teams, aus denen nur der Sieger weiterkommt. Die Qualifikationsrunde 2 wird dann als K.o.-Runde mit Hin- und Rückspiel ausgetragen.

### Erweiterte Ligaphase ab 2025/26
Analog zu den Änderungen des Männerwettbewerbs wird ab der Saison 2025/26 ebenfalls auf die übliche Gruppenphase verzichtet, sondern in der Hauptrunde spielen dann insgesamt 18 Vereine in einer Liga. Die 18 Mannschaften werden gemäß UEFA-Klubkoeffizient in 3 Töpfe eingeteilt. Dann spielt jeder Verein gegen zwei ausgeloste Mannschaften aus jedem Topf. Hierbei werden jeweils drei Heimspiele sowie drei Auswärtsspiele ausgetragen. Die ersten vier Mannschaften der Ligaphase qualifizieren sich für das Viertelfinale. Die Mannschaften auf Platz fünf bis zwölf spielen in einem Play-off die anderen vier Teilnehmer aus. Teams auf Platz 13 bis 18 der Ligaphase scheiden aus.
Gleichzeitig wird mit dem UEFA Women’s Europa Cup ein zweiter Europapokalwettbewerb eingeführt, in dem einige direkt qualifizierte Mannschaften antreten, als auch Mannschaften, die in der Qualifikation zur Champions League gescheitert sind.

## Hintergrund

### Trophäe

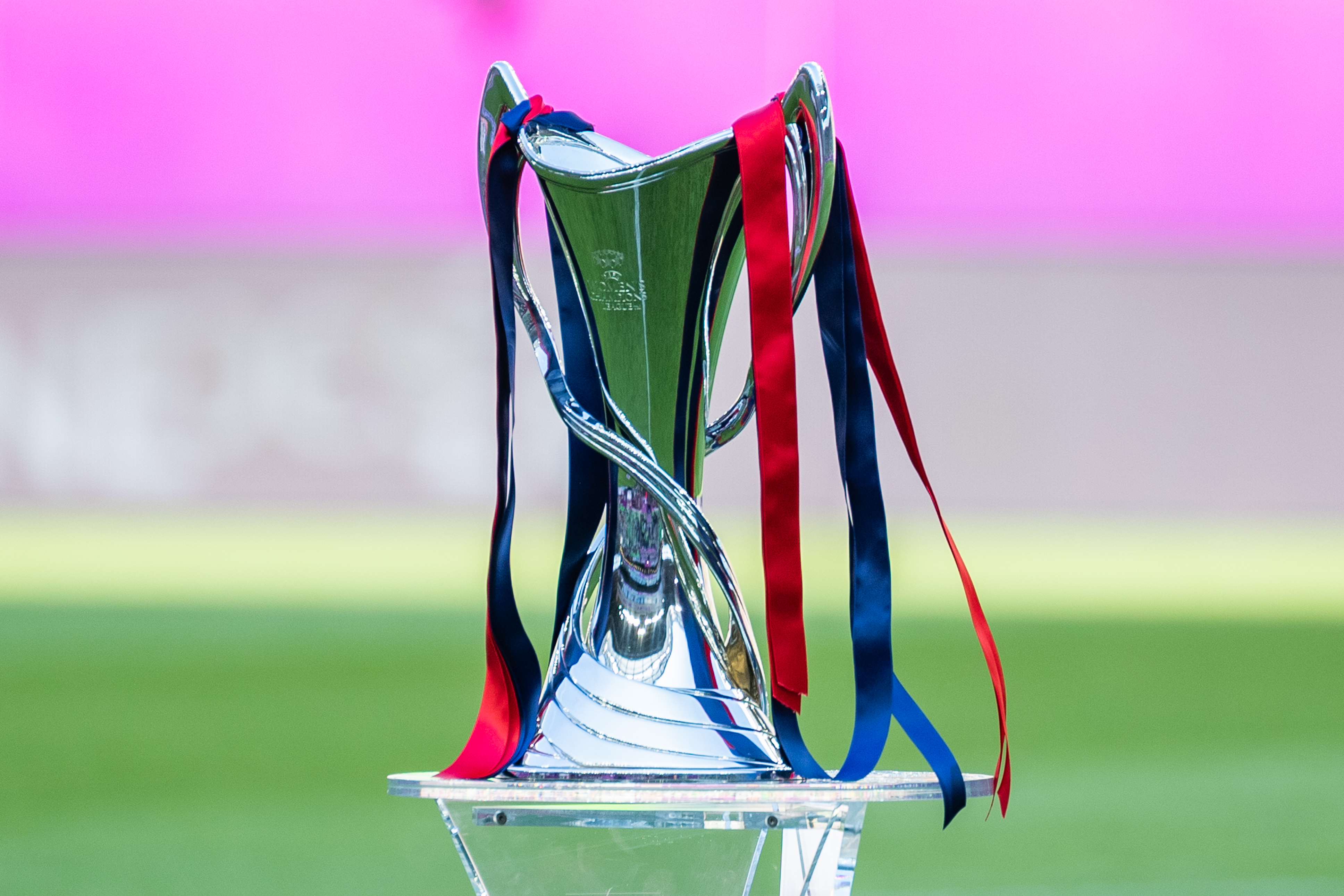
Der aktuelle Pokal der UEFA Women’s Champions League

Der bis einschließlich der Saison 2008/09 verwendete Pokal des UEFA Women’s Cup bestand aus einem gewundenen Bronzestrang, der auf einem abgestuften runden Sockel ruhte. Dieser Strang trug einen Acrylglas-Ball, auf den das Logo des Wettbewerbes sandgestrahlt war. Die Trophäe – deren Entwurf von der in Genf ansässigen Designagentur „Blue Infinity“ stammte – maß 40 Zentimeter an Höhe und wog achteinhalb Kilogramm.
Die aktuelle Trophäe wurde zu Beginn der Spielzeit 2009/10 – im Rahmen der Umformung des Wettbewerbes in die Women’s Champions League – vorgestellt. Sie ist 60 Zentimeter hoch und wiegt zehn Kilogramm. Die spiralförmigen Henkel des Pokals und sein Korpus sollen eine Vision sowohl der Dynamik als auch der Stärke des Fußballs vermitteln. In die Mitte der Trophäe werden die siegreichen Vereine eingraviert.
Der für die Siegerehrungen verwendete Originalpokal ist dauerhaft im Besitz der UEFA; der Sieger erhält unmittelbar nach dem Finale eine Nachbildung in Originalgröße. Sollte ein Verein den Wettbewerb dreimal in Folge beziehungsweise fünfmal insgesamt gewinnen, geht die Originaltrophäe in das Eigentum des Vereins über.

### Finanzen
In den beiden Gruppenphasen erhält der Ausrichter der Miniturniere von den Verbänden der Gastmannschaften sowie vom eigenen Verband einen Betrag von jeweils 25.000 Schweizer Franken (CHF). Für die Schiedsrichter und die Offiziellen erhält der Verein von der UEFA ebenfalls 25.000 CHF. Durch diese Zuwendungen sollen die Kosten für die Unterbringung und Verpflegung gedeckt werden. Die jeweiligen Gastmannschaften müssen die An- und Abreise zu den Turnieren selber bezahlen. Ab dem Viertelfinale erhalten die beteiligten Mannschaften für jedes Heimspiel ebenfalls 25.000 CHF für die Schiedsrichter und Offiziellen.

### Strafen
Wird eine Spielerin in verschiedenen Spielen zum zweiten Mal mit einer gelben Karte verwarnt, so wird sie für das nächste Spiel gesperrt. Nach Ablauf dieser Sperre folgt nach zwei weiteren gelben Karten eine erneute Sperre. Vor der Endphase werden sämtliche gelben Karten gestrichen. Sollte eine Spielerin mit einer roten Karte vom Platz gestellt werden, wird sie für mindestens ein Spiel gesperrt. Die Kontroll- und Disziplinarkammer der UEFA kann die Sperre ggf. erhöhen.

### Spielberechtigung
Um für die Spiele im UEFA Women’s Cup spielberechtigt zu sein müssen die Spielerinnen mehrere Voraussetzungen erfüllen.
1. Die Spielerin muss am Ende des Kalenderjahres, in dem ein Spiel stattfindet, mindestens 16 Jahre alt sein. (Beispiel für den Wettbewerb 2007/08: Eine Spielerin, die im Kalenderjahr 1991 geboren wurde, ist für alle Begegnungen spielberechtigt. Eine Spielerin, die im Kalenderjahr 1992 geboren wurde, ist nur in den Spielen, die im Kalenderjahr 2008 stattfinden, spielberechtigt).
2. Die Spielerin muss ordnungsgemäß beim jeweiligen nationalen Fußballverband registriert sein.
3. Die Spielerin muss vom jeweiligen nationalen Fußballverband bei der UEFA angemeldet werden.[12]

### UEFA Women’s Champions League in den Medien
Die Berichterstattung der Medien findet in einem weitaus kleineren Rahmen als bei der UEFA Champions League bzw. der UEFA Europa League statt. In der Regel wurden die Ergebnisse in den Gruppenphasen sowie im Viertel- und Halbfinale nur als Randnotiz in Zeitungen und im Videotext der deutschen Fernsehsender erwähnt.
Als sich im Jahre 2006 zwei deutsche Mannschaften im Finale gegenüberstanden, wurden beide Spiele live im Fernsehen übertragen. Beim Hinspiel übertrugen der Rundfunk Berlin-Brandenburg sowie der Hessische Rundfunk die Begegnung, während das Rückspiel im ZDF gezeigt wurde. Ansonsten werden die Finalbegegnungen meist von Eurosport übertragen, Begegnungen mit deutschen Teilnehmern auch zeitgleich im öffentlich-rechtlichen Fernsehen.
Im UEFA Women’s Cup 2008/09 standen sich im Viertelfinale mit dem FCR 2001 Duisburg (zum ersten Mal überhaupt im UEFA Women’s Cup) und dem 1. FFC Frankfurt wieder zwei deutsche Mannschaften gegenüber. Hier wurde nur das Hinspiel im Hessischen Rundfunk gezeigt. Die Duisburgerinnen schlugen den Titelverteidiger in beiden Spielen; danach wuchs auch in Deutschland das Medieninteresse. Die beiden Halbfinalspiele des FCR 2001 Duisburg gegen die Frauen von Olympique Lyon wurden von Eurosport (Hinspiel in Lyon) bzw. der ARD (Rückspiel) live übertragen – ein Novum in Deutschland.
In der Saison 2011/12 wurden bereits drei der vier Halbfinalspiele von Eurosport, ZDF bzw. RBB live im Fernsehen übertragen.
Am 30. Juni 2021 wurde bekannt, dass DAZN sich bis 2025 die globalen Übertragungsrechte an der UEFA Women’s Champions League gesichert hat. In den ersten beiden Spielzeiten (2021–23) werden alle 61 Spiele ab der Gruppenphase live und auf Abruf auf DAZN sowie auf dem neuen UEFA Women’s Champions League YouTube-Kanal von DAZN gezeigt. Für die darauf folgenden beiden Spielzeiten (2023–25) werden alle 61 Spiele live und auf Abruf auf DAZN zu sehen sein, während 19 Spiele parallel auf dem YouTube-Kanal von DAZN zur Verfügung gestellt werden. In Deutschland, Österreich und der Schweiz werden die Spiele der deutschen Mannschaften mit deutschem Kommentar live auf DAZN angeboten.

## Statistik

### Ranglisten
Erfolgreichster Verein ist Olympique Lyon mit acht Titeln vor dem 1. FFC Frankfurt (vier), dem FC Barcelona (drei) sowie dem VfL Wolfsburg, Umeå IK, Turbine Potsdam und dem FC Arsenal mit jeweils zwei Erfolgen. Die Frankfurterinnen gingen im Jahr 2002 als erster Sieger in die Annalen ein. Umeå, Wolfsburg und – bereits fünfmal – Lyon konnten jeweils ihren Titel erfolgreich verteidigen. Mit zehn Endspielteilnahmen hält Olympique Lyon einen weiteren Rekord. Umeå (2003/04) und Lyon (2019/20) sind die einzigen Titelträger, die in einem Turnier alle ihre Spiele gewinnen konnten. Bis einschließlich 2006 ging der Titel immer nach Deutschland bzw. Schweden, bevor im Jahr 2007 Arsenal LFC erstmals den Pokal nach England holte. In den 2010er Jahren hat Frankreich zu Deutschland aufgeschlossen, während ein schwedisches Team lediglich 2014 noch einmal ein Finale erreichte. Insgesamt konnten bisher acht Vereine den Pokal gewinnen.
Erfolgreichste Nation im Wettbewerb ist Deutschland mit neun Siegen bei siebzehn Finalteilnahmen. Der DFB ist zusätzlich auch der einzige Verband, der unterschiedliche Sieger stellt, bislang vier. Im Jahr 2006 standen sich zwei deutsche Mannschaften im Finale gegenüber; dies gelang 2017 auch den Französinnen, welche die zweiterfolgreichste Nation mit acht Siegen bei zwölf Finalteilnahmen sind. Auf dem dritten Rang folgt Spanien (drei Siege in fünf Endspielen). Neben diesen drei Nationen konnten nur noch Schweden (siebenmal), England (dreimal) sowie Dänemark und Russland (je einmal) einen Endspielteilnehmer stellen.
| Rang | Klub                   | Titel | Finalt. | Quote  |
| ---- | ---------------------- | ----- | ------- | ------ |
| 1    | Olympique Lyon         | 8     | 11      | 72,7 % |
| 2    | 1. FFC Frankfurt       | 4     | 06      | 66,7 % |
| 3    | FC Barcelona           | 3     | 06      | 50 %   |
| 4    | VfL Wolfsburg          | 2     | 06      | 33,3 % |
| 5    | Umeå IK                | 2     | 05      | 40 %   |
| 6    | 1. FFC Turbine Potsdam | 2     | 04      | 50 %   |
| 7    | Arsenal Women FC       | 2     | 02      | 100 %  |
| 8    | FCR 2001 Duisburg      | 1     | 01      | 100 %  |
| 9    | Paris Saint-Germain    | –     | 02      | 0 %    |
| 100  | Djurgårdens IF/Älvsjö  | –     | 01      | 0 %    |
| 100  | Fortuna Hjørring       | –     | 01      | 0 %    |
| 100  | Swesda 2005 Perm       | –     | 01      | 0 %    |
| 100  | Tyresö FF              | –     | 01      | 0 %    |
| 100  | FC Chelsea             | –     | 01      | 0 %    |

| Rang | Land        | Titel | Finalt. | Quote  |
| ---- | ----------- | ----- | ------- | ------ |
| 1    | Deutschland | 9     | 17      | 52,9 % |
| 2    | Frankreich  | 8     | 13      | 61,5 % |
| 3    | Spanien     | 3     | 06      | 50 %   |
| 4    | Schweden    | 2     | 07      | 28,6 % |
| 5    | England     | 2     | 03      | 66,7 % |
| 6    | Dänemark    | –     | 01      | 0 %    |
| 6    | Russland    | –     | 01      | 0 %    |

### Rekordspielerinnen
Noch aktive Spielerinnen sind fett markiert.
| Rang | Spielerin          | Titel | Klub(s)                                 | Jahre                                          |
| ---- | ------------------ | ----- | --------------------------------------- | ---------------------------------------------- |
| 1    | Sarah Bouhaddi     | 8     | Olympique Lyon                          | 2011, 2012, 2016, 2017, 2018, 2019, 2020, 2022 |
| 1    | Eugénie Le Sommer  | 8     | Olympique Lyon                          | 2011, 2012, 2016, 2017, 2018, 2019, 2020, 2022 |
| 1    | Wendie Renard      | 8     | Olympique Lyon                          | 2011, 2012, 2016, 2017, 2018, 2019, 2020, 2022 |
| 4    | Amandine Henry     | 7     | Olympique Lyon                          | 2011, 2012, 2016, 2018, 2019, 2020, 2022       |
| 4    | Amel Majri         | 7     | Olympique Lyon                          | 2012, 2016, 2017, 2018, 2019, 2020, 2022       |
| 6    | Delphine Cascarino | 6     | Olympique Lyon                          | 2016, 2017, 2018, 2019, 2020, 2022             |
| 6    | Ada Hegerberg      | 6     | Olympique Lyon                          | 2016, 2017, 2018, 2019, 2020, 2022             |
| 6    | Dzsenifer Marozsán | 6     | 1. FFC Frankfurt (1) Olympique Lyon (5) | 2015, 2017, 2018, 2019, 2020, 2022             |
| 9    | Camille Abily      | 5     | Olympique Lyon                          | 2011, 2012, 2016, 2017, 2018                   |
| 9    | Corine Franco      | 5     | Olympique Lyon                          | 2011, 2012, 2016, 2017, 2018                   |
| 9    | Saki Kumagai       | 5     | Olympique Lyon                          | 2016, 2017, 2018, 2019, 2020                   |
| 9    | Élodie Thomis      | 5     | Olympique Lyon                          | 2011, 2012, 2016, 2017, 2018                   |

| Rang | Spielerin         | Einsätze | Klub(s) nach Anzahl der Einsätze                                                 |
| ---- | ----------------- | -------- | -------------------------------------------------------------------------------- |
| 1    | Wendie Renard     | 102      | Olympique Lyon                                                                   |
| 2    | Alexandra Popp    | 085      | VfL Wolfsburg (62), FCR Duisburg (23)                                            |
| 3    | Camille Abily     | 081      | Olympique Lyon (67), Montpellier HSC (14)                                        |
| 4    | Eugénie Le Sommer | 080      | Olympique Lyon                                                                   |
| 5    | Ramona Bachmann   | 079      | Umeå IK (20), Rosengård (17), Paris SG (18), FC Chelsea (14), VfL Wolfsburg (10) |
| 5    | Amandine Henry    | 079      | Olympique Lyon                                                                   |
| 7    | Sarah Bouhaddi    | 077      | Olympique Lyon (76), Juvisy FCF (1)                                              |
| 7    | Emma Byrne        | 077      | Arsenal                                                                          |
| 9    | Anja Mittag       | 074      | Turbine Potsdam (39), Rosengård (23), Paris SG (7), VfL Wolfsburg (5)            |
| 10   | Lara Dickenmann   | 073      | Olympique Lyon (43), VfL Wolfsburg (27), FC Luzern (3)                           |

Stand: 21. Mai 2022
| Rang | Spielerin         | Tore | Klub(s) nach Anzahl der Tore                                            |
| ---- | ----------------- | ---- | ----------------------------------------------------------------------- |
| 1    | Ada Hegerberg     | 59   | Olympique Lyon (55), Stabæk (2), Turbine Potsdam (2)                    |
| 2    | Anja Mittag       | 51   | 1. FFC Turbine Potsdam (36), FC Rosengård (12), Paris Saint-Germain (3) |
| 3    | Conny Pohlers     | 48   | 1. FFC Turbine Potsdam (26), VfL Wolfsburg (14), 1. FFC Frankfurt (8)   |
| 4    | Eugénie Le Sommer | 47   | Olympique Lyon                                                          |
| 5    | Marta             | 46   | Umeå IK (30), FC Rosengård (9), Tyresö FF (7)                           |
| 6    | Camille Abily     | 43   | Olympique Lyon                                                          |
| 7    | Lotta Schelin     | 42   | Olympique Lyon (41), FC Rosengård (1)                                   |
| 8    | Kim Little        | 40   | Arsenal (35), Hibernian (5)                                             |
| 8    | Nina Burger       | 40   | SV Neulengbach                                                          |
| 10   | Hanna Ljungberg   | 39   | Umeå IK                                                                 |

Stand: 21. Mai 2022

### Höchste Siege
| Runde                    | Saison  | Sieger                 | Ergebnis | Verlierer           |
| ------------------------ | ------- | ---------------------- | -------- | ------------------- |
| Qualifikation            | 2012/13 | Apollon Limassol       | 21:0     | KS Ada              |
| Sechzehntelfinale        | 2013/14 | VfL Wolfsburg          | 14:0     | Pärnu JK            |
| Achtelfinale             | 2011/12 | 1. FFC Turbine Potsdam | 10:0     | Glasgow City FC     |
| Gruppenphase (seit 2021) | 2022/23 | FC Barcelona           | 09:0     | Benfica Lissabon    |
| Gruppenphase (seit 2021) | 2023/24 | Olympique Lyon         | 09:0     | Slavia Prag         |
| Gruppenphase (seit 2021) | 2024/25 | FC Barcelona           | 09:0     | Hammarby IF         |
| Viertelfinale            | 2005/06 | 1. FFC Turbine Potsdam | 11:1     | Valur Reykjavík     |
| Halbfinale               | 2014/15 | 1. FFC Frankfurt       | 07:0     | Brøndby IF          |
| Halbfinale               | 2015/16 | Olympique Lyon         | 07:0     | Paris Saint-Germain |
| Endspiel                 | 2008/09 | FCR 2001 Duisburg      | 06:0     | Swesda 2005 Perm    |

## Besonderes
Die beste Tordifferenz bei einem Qualifikationsturnier überhaupt erzielte im Wettbewerb 2012/13 Apollon Limassol mit 31:0 Toren. Bayern München erzielte mit 32:2 in der Qualifikation der Saison 2009/10 die meisten Tore. Die schlechteste Tordifferenz wiesen Ada Velipoje aus Albanien 2012/13 und der College Sports Club aus Armenien 2001/02 auf. Nach drei Begegnungen betrug die Tordifferenz bei beiden jeweils −44, wobei allerdings Ada Velipoje zwei Tore gelangen (insgesamt 2:46), während der armenische Verein kein Tor erzielen konnte.
Den höchsten Sieg in einer Begegnung mit Hin- und Rückspiel erzielte der VfL Wolfsburg im Sechzehntelfinale 2013/14. Am Ende standen ein 14:0- und 13:0-Erfolg, was in der Addition einen 27:0-Erfolg gab.
Neunmal gelang einer Mannschaft das Triple aus Meisterschaft, Pokal und Champions-League-Sieg: 1. FFC Frankfurt (2002, 2008), Arsenal LFC (2007, zudem Englischer Ligapokalsieger), Olympique Lyon (2012, 2016, 2017, 2019 und 2020) und VfL Wolfsburg (2013), wobei Lyon 2019 sogar das Quadruple holte, weil die Frauen auch noch den französischen Supercup gewannen. Ein Double aus UEFA Women’s Cup und dem nationalen Pokal gewannen Umeå IK (2003), der 1. FFC Turbine Potsdam (2005) und der FCR 2001 Duisburg (2009). Ein Double aus UEFA Women’s Champions League und der nationalen Meisterschaft gewannen der 1. FFC Turbine Potsdam (2010), Olympique Lyon (2011, 2018) und der VfL Wolfsburg (2014).
Die UEFA-Verbände Andorra, Liechtenstein und San Marino haben bisher noch keinen Teilnehmer entsandt.
Im Finale um den UEFA-Pokal der Frauen am 17. Mai 2008 erzielte die Brasilianerin Marta von Umeå IK beim 1:1-Hinspiel elf Sekunden nach Anpfiff das schnellste Tor der Europacup-Geschichte.
2015 konnte erstmals ein ausländischer Trainer, der Engländer Colin Bell, mit dem 1. FFC Frankfurt eine Mannschaft zum Titel führen.
In der Saison 2022/23 nahm KI Klakksvik (Färöer) zum 20. Mal teil, womit der Rekordteilnehmer lediglich zweimal, 2019/20 und 2018/19, nicht teilgenommen hat. 19 Teilnahmen können Brøndby IF (Dänemark), SFK Sarajevo (Bosnien-Herzegowina), Sparta Prag (Tschechien) und Gintra Universitetas (Litauen) vorweisen.

### Vereine, die nicht als Meister den Wettbewerb gewannen
- 2003/04: Umeå IK – Zweiter der Damallsvenskan 2003, qualifiziert als Titelverteidiger
- 2008/09: FCR 2001 Duisburg – Zweiter der Bundesliga 2007/08, qualifiziert da der deutsche Meister 1. FFC Frankfurt als Titelverteidiger qualifiziert war
- 2012/13: VfL Wolfsburg – Zweiter der Bundesliga 2011/12
- 2014/15: 1. FFC Frankfurt – Zweiter der Bundesliga 2013/14
- 2021/22: Olympique Lyon – Zweiter der Division 1 Féminine 2020/21
- 2024/25: Arsenal Women FC – Dritter der FA Women’s Super League 2023/24

## Varia
Für den UEFA Women’s Cup bis zur Saison 2008/09 wird der gesamte Wettbewerb betrachtet. Für die UEFA Women’s
Champions League ab der Saison 2009/10 werden die Daten ab der Finalrunde bzw. ab der Saison 2021/22 die Daten der Gruppenphase berücksichtigt.
| Saison                | Klubs (FR bzw. GP) | Klubs (Gesamt) | Spiele | Tore | ø    | Zuschauer | ø      | Gelbe Karten | ø    | Gelb-Rote Karten | ø    | Platzverweise/Rote Karten | ø    |
| --------------------- | ------------------ | -------------- | ------ | ---- | ---- | --------- | ------ | ------------ | ---- | ---------------- | ---- | ------------------------- | ---- |
| 2001/02               |                    | 33             | 61     | 320  | 5,25 |           |        |              |      |                  |      |                           |      |
| 2002/03               |                    | 35             | 68     | 301  | 4,43 |           |        |              |      |                  |      |                           |      |
| 2003/04               |                    | 41             | 77     | 406  | 5,27 |           |        |              |      |                  |      |                           |      |
| 2004/05               |                    | 43             | 92     | 389  | 4,23 |           |        |              |      |                  |      |                           |      |
| 2005/06               |                    | 43             | 92     | 423  | 4,60 |           |        |              |      |                  |      |                           |      |
| 2006/07               |                    | 43             | 92     | 400  | 4,35 |           |        |              |      |                  |      |                           |      |
| 2007/08               |                    | 45             | 98     | 451  | 4,60 |           |        |              |      |                  |      |                           |      |
| 2008/09               |                    | 42             | 89     | 433  | 4,87 |           |        |              |      |                  |      |                           |      |
|                       |                    |                |        |      |      |           |        |              |      |                  |      |                           |      |
| 2009/10               | 32                 | 54             | 61     | 201  | 3,30 |           |        | 124          | 2,03 | 1                | 0,02 | 0                         | 0,00 |
| 2010/11               | 32                 | 54             | 61     | 250  | 4,10 |           |        | 108          | 1,77 | 7                | 0,11 | 2                         | 0,03 |
| 2011/12               | 32                 | 54             | 61     | 235  | 3,85 | 170.867   | 2.801  | 116          | 1,90 | 2                | 0,03 | 3                         | 0,05 |
| 2012/13               | 32                 | 54             | 61     | 209  | 3,43 | 143.299   | 2.349  | 128          | 2,10 | 1                | 0,02 | 1                         | 0,02 |
| 2013/14               | 32                 | 54             | 61     | 237  | 3,89 | 134.906   | 2.212  | 111          | 1,82 | 2                | 0,03 | 1                         | 0,02 |
| 2014/15               | 32                 | 54             | 61     | 224  | 3,67 | 124.239   | 2.037  | 143          | 2,34 | 3                | 0,05 | 4                         | 0,07 |
| 2015/16               | 32                 | 56             | 61     | 186  | 3,05 | 195.410   | 3.203  | 132          | 2,16 | 2                | 0,03 | 1                         | 0,02 |
| 2016/17               | 32                 | 59             | 61     | 197  | 3,23 | 215.183   | 3.528  | 134          | 2,20 | 3                | 0,05 | 2                         | 0,03 |
| 2017/18               | 32                 | 61             | 61     | 212  | 3,48 | 146.361   | 2.399  | 134          | 2,20 | 5                | 0,08 | 1                         | 0,02 |
| 2018/19               | 32                 | 60             | 61     | 177  | 2,90 | 179.518   | 2.943  | 121          | 1,98 | 3                | 0,05 | 1                         | 0,02 |
| 2019/20               | 32                 | 62             | 55     | 208  | 3,78 | 83.143    | 1.512  | 112          | 2,04 | 3                | 0,05 | 3                         | 0,05 |
| 2020/21               | 32                 | 62             | 60     | 201  | 3,35 | 1.188     | 20     | 154          | 2,57 | 2                | 0,03 | 1                         | 0,02 |
| 2021/22               | 16                 | 72             | 61     | 220  | 3,61 | 538.011   | 8.820  | 151          | 2,48 | 3                | 0,05 | 1                         | 0,02 |
| 2022/23               | 16                 | 71             | 61     | 211  | 3,46 | 681.175   | 11.167 | 151          | 2,48 | 3                | 0,05 | 0                         | 0,00 |
| 2023/24               | 16                 | 70             | 61     | 192  | 3,15 | 563.136   | 9.232  | 147          | 2,41 | 1                | 0,02 | 1                         | 0,02 |
| 2024/25               | 16                 | 70             | 61     | 232  | 3,80 | 423.762   | 6.946  |              |      |                  |      |                           |      |
| 2025/26               | 18                 |                |        |      |      |           |        |              |      |                  |      |                           |      |
| Jeweilige Rekordmarke |                    |                |        |      |      |           |        |              |      |                  |      |                           |      |